# Andrej Likar (fizik)
Andrej Likar [andréj líkar], slovenski fizik, * 1. junij 1948, Ljubljana.
Likar je leta 1971 diplomiral na ljubljanski FNT in prav tam 1976 tudi doktoriral. Od 1971 je bil zaposlen na matični fakulteti, od 1989 kot redni profesor. Strokovno se je izpopolnjeval v Uppsali. Leta 1972 je postal tudi višji raziskovalni sodelavec inštituta IJS v Ljubljani. Bil je predsednik Društva matematikov, fizikov in astronomov Slovenije (DMFA), od 2015 je njegov častni član.

## Izbrana dela
- Likar, Andrej (april 2003), »Ali natančne cezijeve ure vedno tečejo enako hitro?« (PDF), Presek, 31 (5): 294–299, COBISS 13028697, ISSN 0351-6652, OCLC 441765361{{citation}}:  Vzdrževanje CS1: samodejni prevod datuma (povezava)
- Likar, Andrej (2018), Prelomi v razvoju fizike, Matematika - fizika : zbirka univerzitetnih učbenikov in monografij, Ljubljana: DMFA - založništvo, COBISS 296620288, ISBN 978-961-212-294-2, ISSN 1408-1571, OCLC 1080419421